# Nuncjatura Apostolska na Sri Lance
Nuncjatura Apostolska na Sri Lance – misja dyplomatyczna Stolicy Apostolskiej w Demokratyczno-Socjalistycznej Republice Sri Lanki. Siedziba nuncjusza apostolskiego mieści się w Kolombo.

## Historia
W 1969 roku papież Paweł VI utworzył Delegaturę Apostolską na Cejlonie. W 1972 wraz ze zmianą nazwy państwa zmieniono nazwę papieskiego przedstawicielstwa na Delegatura Apostolska na Sri Lance. 10 lutego 1976 ten sam papież w miejsce delegatury ustanowił nuncjaturę apostolską.

## Szefowie misji dyplomatycznej Stolicy Apostolskiej na Sri Lance

### Delegaci apostolscy
- abp Luciano Storero (1969 - 1970) Włoch
- abp Carlo Curis (1971 - 1976) Włoch

### Nuncjusze apostolscy
w latach 1976 - 1994 z tytułem pronuncjuszy apostolskich
- abp Carlo Curis (1976 - 1978) Włoch
- abp Nicola Rotunno (1978 - 1983) Włoch
- abp Ambrose Battista De Paoli (1983 - 1988) Amerykanin
- abp François Robert Bacqué (1988 - 1994) Francuz
- abp Osvaldo Padilla (1994 - 1998) Filipińczyk
- abp Thomas Yeh Sheng-nan (1998 - 2004) Chińczyk
- abp Mario Zenari (2004 - 2008) Włoch
- abp Joseph Spiteri (2009 - 2013) Maltańczyk
- abp Pierre Nguyễn Văn Tốt (2014 - 2020) Wietnamczyk
- abp Brian Udaigwe (2020 - 2025)) Kameruńczyk